# Puchar Andory w piłce nożnej (2001)
Copa Constitució 2001 czyli (Puchar Andory w piłce nożnej 2001) to coroczny turniej piłkarski w Andorze.

## I runda
| Drużyna 1         | Wynik | Drużyna 2           |
| ----------------- | ----- | ------------------- |
| Sporting Escaldes | 2:3   | CE Principat        |
| FC Santa Coloma B | 1:2   | FC Encamp           |
| FC Casa Benfica   | 5:0   | FC Encamp B         |
| Lusitanos         | 1:2   | FS La Massana       |
| Inter D'Escaldes  | 0:1   | Santa Coloma        |
| Lusitanos B       | 2:1   | Sporting Escaldes B |
| FC Cerni          | 0:7   | FC Rànger's         |

## Ćwierćfinały
| Drużyna 1       | Wynik    | Drużyna 2       |
| --------------- | -------- | --------------- |
| FC Casa Benfica | 0:8      | UE Sant Julià   |
| Lusitanos B     | 0:1      | FC Rànger's     |
| FS La Massana   | 2:5      | FC Santa Coloma |
| CE Principat    | 1:1 (k.) | FC Encamp       |

## Półfinały
Półfinały rozegrano 31 maja 2001.
| Drużyna 1     | Wynik | Drużyna 2       |
| ------------- | ----- | --------------- |
| CE Principat  | 1:5   | FC Santa Coloma |
| UE Sant Julià | 6:0   | FC Rànger's     |

## Finał
Finał został rozegrany 3 czerwca 2001.
| Drużyna 1       | Wynik | Drużyna 2     |
| --------------- | ----- | ------------- |
| FC Santa Coloma | 2:0   | UE Sant Julià |